# Singer Collectie

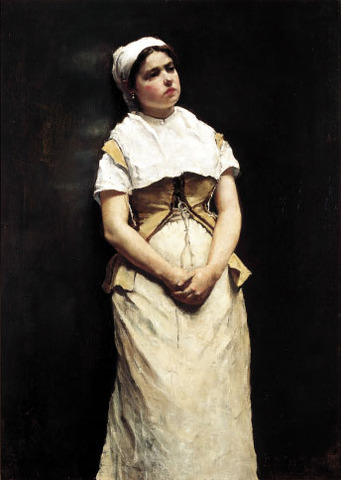
'Vlaams meisje' van Franz Deutmann, schilderij uit de Singer Collectie.

De Singer Collectie is een kunstverzameling van het echtpaar William en Anna Singer.

## Situering
William Singer (1868-1943), zoon van een Amerikaans industrieel uit Pittsburgh was een gepassioneerd kunstverzamelaar. Na een reis door Europa vestigde het koppel zich in 1901 te Laren en bouwde er in 1911 een villa genoemd De Wilde Zwanen. 
Na Williams dood in 1943 vatte zijn weduwe Anna Singer-Spencer Brugh de idee op om de verzameling onder te brengen in een kunststichting genoemd Singer Memorial Foundation die het kunstbezit beheert. 
De Singer Collectie vond zijn onderkomen in een museum genoemd Singer Laren, dat in 1956 zijn deuren opende. De villa, waaruit het museum groeide  werd uitgebreid met een concertzaal en museumvleugel.

De oorspronkelijke Singer Collectie vormt de kern van het museumbestand waaronder werk van William Singer, Albert Neuhuys, Hein Kever, Evert Pieters, Ferdinand Hart Nibbrig, Lou Loeber, Chris Beekman, Bart van der Leck, Gustaaf De Smet en Jan Sluijters. 
Er grijpen regelmatig tentoonstellingen plaats van Nederlandse en Europese kunstenaars en over kunststromingen uit de periode 1880-1950 die gelinkt zijn aan de bestaande collectie.

In 2016 kende het uitvoerend comité van The European Fine Art Fair of TEFAF dit jaar de som van 25 000 euro toe aan de restauratie van het schilderij The Girl in the Muslin Dress - Symphony in White van James McNeill Whistler (1834-1903) van de Singer Memorial Foundation te Laren.